# Pladaroxylon leucadendron
Espèce
Statut de conservation UICN

 CR B1ab(iii,v)+2ab(iii,v); C2a(i) : 
En danger critique
Pladaroxylon leucadendron est une espèce de plantes du genre Pladaroxylon de la famille des Asteraceae.